# Третий дом Министерства обороны
Третий дом Министерства обороны — административное здание в Москве, расположенное на Фрунзенской набережной. Ныне является главным зданием Министерства обороны Российской Федерации.
Комплекс Министерства обороны, выполненный в лаконичных монументальных формах, удобный по внутренней организации многочисленных помещений, являет пример рационального решения крупного административного здания, вписавшегося в силуэт набережной Москвы-реки, где на противоположном берегу раскинулись зеленые массивы Парка культуры и отдыха имени Горького. Работа над этим зданием, начатая в 1938 году и законченная уже после войны, в 1951 году, выполнялась Л. В. Рудневым в соавторстве с В. О. Мунцем, В. Е. Ассом и при участии ряда архитекторов.
В 2014 году к зданию были пристроены новые корпуса, что привело к деградации ансамбля.
12 июня 2022 года группа художников устроила перед зданием акцию протеста в связи с российским вторжением на Украину.

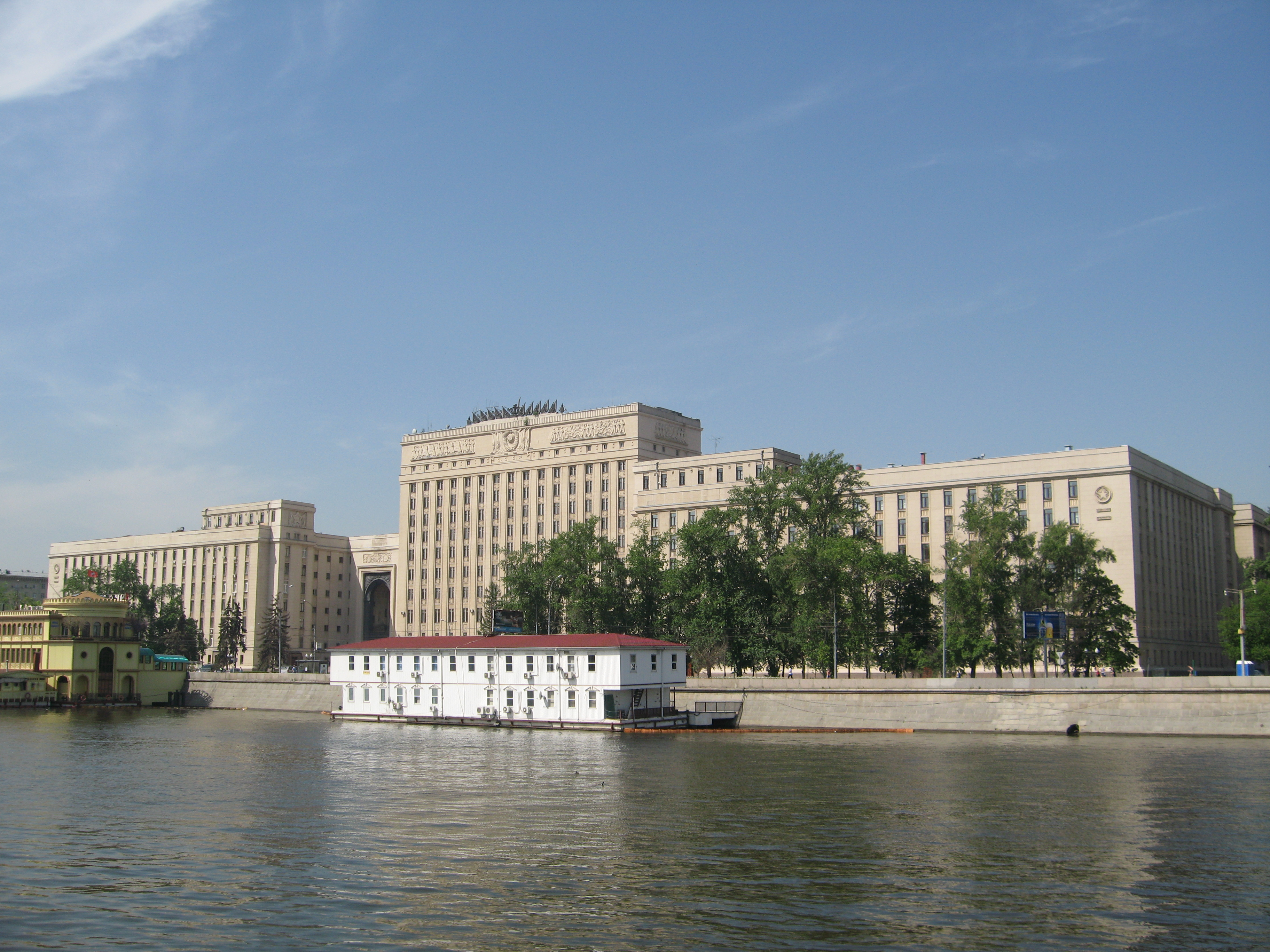
Здание в 2012 году до перестройки